# ダイナマイトしゃかりきサ〜カス
ダイナマイトしゃかりきサ〜カスは、男性1名、女性1名のボーカルエンターテイメントグループ。大阪・東京を拠点に日本全国で活動を行っている。
正式名称は「ダイナマイトしゃかりきサ～カス」（「～」を使用）であり、「ダイナマイトしゃかりきサーカス」は誤表記。

## メンバー
（全員、生年非公開。）
- KWANI（カニ、3月7日 - ） 名古屋出身。Vo/Cho/Bass担当（リーダー）
- ゆうき（12月11日 - ） 神戸出身。Vo/Cho担当

### 元メンバー
- Toko（8月21日 - ） 岡山出身。Vo/Cho/VoicePercussion担当
- ム〜チョ（9月4日 - ） 甲子園出身。Vo/Cho担当
- たろう（7月10日 ｰ ）大阪出身。Vo/Cho担当

## ディスコグラフィー

### シングル
1. SUNRISE/道（2007年10月24日）
2. キザシ（2008年4月30日）
3. おふたりさま（2010年11月10日）
4. Juliet（2012年10月13日）　ライブ会場限定発売

### アルバム
1. DSC・2（2009年3月18日）
2. DSC・3（2013年5月8日）
3. DSC・4（2015年9月2日）

### インディーズ
アルバム
1. ザ・しゃかりき（2003年9月19日）
2. Dynamite a go! go!（2005年7月28日）
3. DSC（2006年11月15日）

コンピレーションアルバム
1. STREVO 1 （2004年8月6日） 「覚悟！」収録 （作詞:良(Ryo)＆ダイナマイトしゃかりきサ〜カス 作曲:良(Ryo)）
2. STREVO 2 （2005年10月12日） 「今夜はP.P.P.!」 収録 （作詞/作曲：ゆうき 編曲：佐藤泰吾）
3. LOVE REVO （2006年12月20日） 「朝まで chuchu」収録

## アカペラミュージカル
- 2006年「超時空アカペラ日本昔ばなし Zi-PANG!!」劇団「ファントマ」とのジョイント，シアター・ドラマシティ他
- 2005年「猫掘骨董店」劇団「Take it easy」とのジョイント，シアター・ドラマシティ他
- 2004年「猫掘骨董店」劇団「Take it easy」とのジョイント，シアター・ドラマシティ他